# Теодор Генш
Теодор Вольфґанґ Генш (нім. Theodor Wolfgang Hänsch, нар. 30 жовтня 1941, Гейдельберг, Німеччина) — німецький фізик, директор Інституту квантової оптики Макса Планка. Нагороджений Нобелівською премією з фізики разом з Джоном Голлом та Роєм Глаубером в 2005 році за дослідження в галузі лазерної спектроскопії. Завдяки винаходу Геншем нового типу лазера з імпульсами високої спектральної роздільності дослідникам вдалося виміряти частоту переходу лінії Бальмера водню набагато точніше, ніж це було можливо до того.

## Біографія
Генш навчався в Гейдельберзькому університеті в 1960-х роках. Він був професором у Стенфордському університеті від 1975 до 1986 року. У 1986 році повернувся в Німеччину та очолив Інститут квантової оптики товариства Макса Планка. У 1989 році одержав премію Готтфріда Лейбніца від Німецького дослідницького товариства. У 2005 році був нагороджений медаллю Фредеріка Айвса від Оптичного товариства Америки.
У 2001 році один із колишніх студентів Генша Карл Віман одержав Нобелівську премію з фізики.